# Hrapava trnovka
Hrapava trnovka (znanstveno ime Echinoderma asperum) je gliva iz rodu trnovk (Echinoderma).

## Značilnosti
Klobuk ima v premeru od 3 do 14 cm včasih celo do 20 cm. Najprej je polkroglast, nato se izravna in postane ploščat. Rob je raven. Sprva je pokrit s stožčastimi luskami, ki so gostejše v sredini in jih dež zlahka izpere. Luske so temno rjave barve, osnova klobuka pa je svetlejša.
Lističi so zelo gosti in niso pritrjeni na bet in se proti robu klobuka razcepljajo. Najprej so bele barve, nato postanejo kremasti in v starosti rjavkasti. Ostrinka je svetlejša.
Bet je visok od 3 do 10 cm in širok od 0,5 do 1,7 cm. Je valjast z obročkom, v zakopanem delu rahlo čebulast, vlaknat in enako obarvan kot klobuk. Pod lističi je belkast in v delu pod obročkom skoraj vedno okrašen z luskasto kosmičastimi ostanki koprene.
Meso je v klobuku belo, v betu pa belo do rumenkasto. Ima močan neprijeten vonj in okus.

## Razširjenost in življenjski prostor
Raste kot gniloživka na tleh v katerih je dosti lesnih ostankov. Pojavlja se jeseni v listnatih in iglastih gozdovih ali v parkih in vrtovih, kjer je bila uporabljena zastirka iz lesnih sekancev.

## Mikroskopske značilnosti
Trosni odtis je bele barve. Trosi so elipsoidni, cilindrični, z zaobljenim vrhom in prisekano osnovo, dekstrinoidni in merijo 7–9,5 x 3–4 µm.

## Podobne vrste
- čvrstoluska trnovka (Echinoderma hystrix) ima črne pokončne luske in manjše trose
- bodičasta trnovka (Echinoderma echinaceum) je pokrita z ostrimi bodičastimi bradavicami in ima manjše trose
- krivoluska trnovka (Echinoderma calcicola) ima ukrivljene bodice na klobuku[2]

## Uporabnost
Neužitna.
Čeprav je včasih navedena kot užitna, se je izkazalo, da ta goba povzroča intoleranco na alkohol in je lahko strupena.
Podobna je tudi nekaterim vrstam iz rodu mušnic (Amanita), ki vključuje nekatere smrtonosne vrste.

## Galerija slik
- ilustracija
- klobuk, lističi in bet
- trosi